# Ubbergen

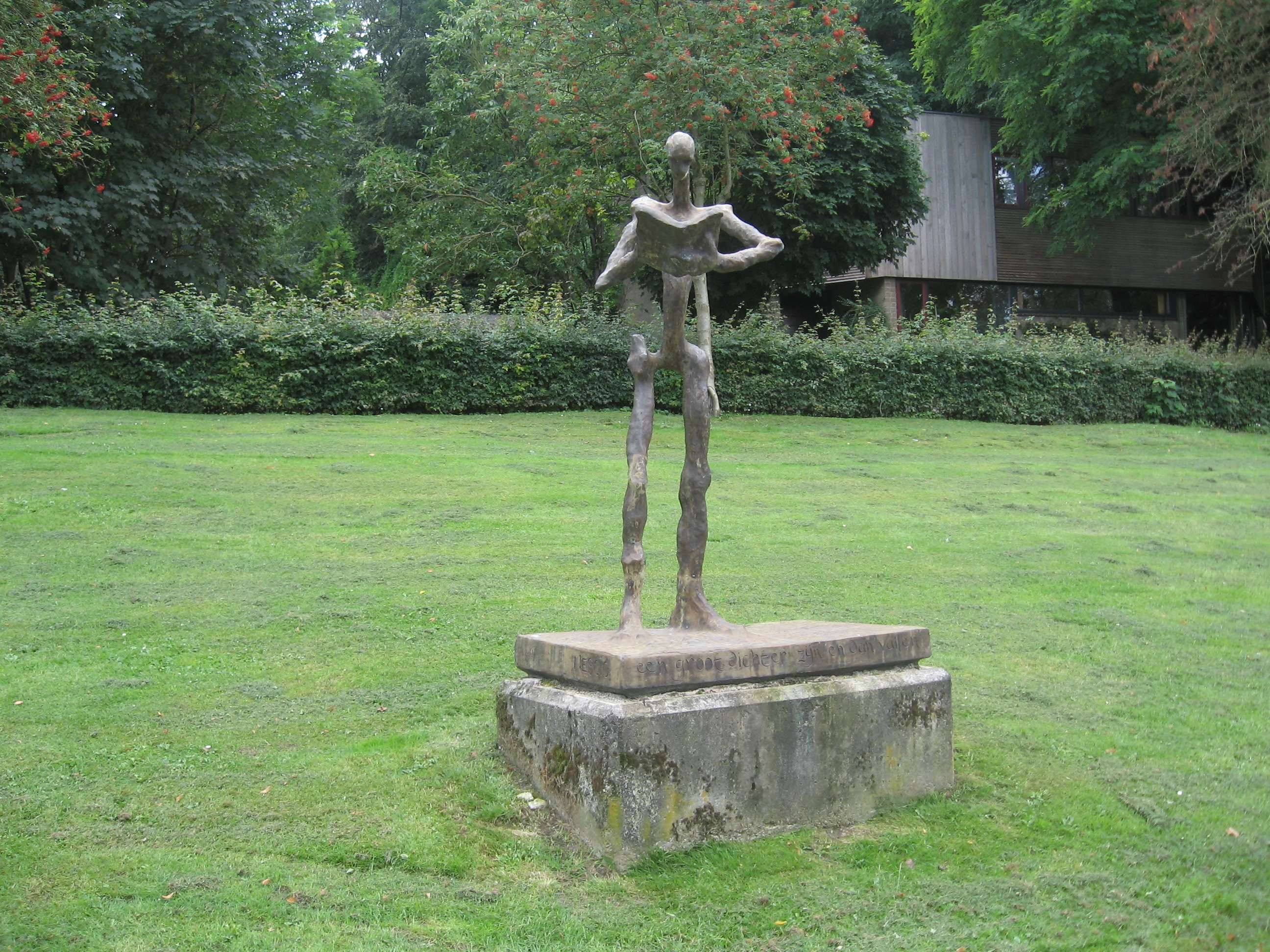
De lezende Nescio (Ronald Tolman, 1991) aan de Rijksstraatweg te Ubbergen

Ubbergen (uitspraakⓘ) is een plaats in de gemeente Berg en Dal in de Nederlandse provincie Gelderland en was tot en met 2014 een zelfstandige gemeente. Deze gemeente telde 9.404 inwoners (1 mei 2014, bron: CBS) en had een oppervlakte van 38,81 km² (waarvan 2,71 km² water). Ubbergen maakt deel uit van de Stadsregio Arnhem Nijmegen.

## Geschiedenis
Het dorp en de heerlijkheid Ubbergen zijn vanaf de middeleeuwen tot in de 19e eeuw gedomineerd geweest door het Huis te Ubbergen. Dit kasteel was in de 13e eeuw onderaan de heuvelrug gebouwd om de handelsweg tussen Nijmegen en Kleef te controleren. Voor het agrarische dorp Ubbergen was het kasteel economisch van belang. Het in de 16e eeuw uitgebrande kasteel werd in 1715 vervangen door een nieuw landhuis. In 1868 werd ook dit landhuis afgebroken, en de omvangrijke tuinen werden verkaveld ten behoeve van de bouw van villa's en kleine landhuizen, zoals de villa Ter Meer die met toegevoegd kloostercomplex van 1903 tot 1971 het onderkomen was van het meisjespensionaat Notre Dame des Anges. De kapel bij het rijksmonument, thans een expositieruimte, is geïnspireerd door de Sainte Chapelle  in Parijs.
De kapel van Ubbergen werd in 1339 gesticht. Nadat het gebouw was beschadigd tijdens de Tachtigjarige Oorlog, kreeg de heer van Ubbergen in 1648 een subsidie vanuit Nijmegen om de kerk te herstellen.
De gemeente Ubbergen ontstond op 1 januari 1818 door samenvoeging van de gemeenten Beek (Gelderland) en Ooij en Persingen.
In 1824 werd de weg van Nijmegen naar Kleef geplaveid. Tot 1929 werd er op deze weg tol geheven.
Tot en met 31 december 2014 was Ubbergen een zelfstandige gemeente. Op 1 januari 2015 ging de gemeente samen met Millingen aan de Rijn en Groesbeek op in de fusiegemeente Berg en Dal, tot 1 januari 2016 onder de naam Groesbeek.

## Overige kernen
Andere kernen die tot de gemeente Ubbergen behoorden waren Beek, Berg en Dal (gedeeltelijk), Erlecom, Groenlanden, Kekerdom, Leuth, Ooij, Persingen, Tiengeboden, De Vlietberg en Wercheren.

## Topografie
Topografische gemeentekaart van Ubbergen, per september 2014

## Gemeenteraad
De gemeenteraad van Ubbergen bestond uit 13 zetels. Hieronder staat de samenstelling van de gemeenteraad sinds 1998:
| Gemeenteraadszetels | Gemeenteraadszetels | Gemeenteraadszetels | Gemeenteraadszetels | Gemeenteraadszetels |
| ------------------- | ------------------- | ------------------- | ------------------- | ------------------- |
| Partij              | 1998                | 2002                | 2006                | 2010                |
| GroenLinks-PvdA     | 3                   | 3                   | 4                   | 4                   |
| Combinatie'90       | 4                   | 3                   | 4                   | 3                   |
| CDA                 | 3                   | 2                   | 2                   | 2                   |
| Ubbergen Anders     | -                   | 4                   | 2                   | 2                   |
| VVD                 | 2                   | 1                   | 1                   | 1                   |
| D66                 | -                   | -                   | -                   | 1                   |
| Totaal              | 13                  | 13                  | 13                  | 13                  |

Het college van burgemeester en wethouders werd sinds 2005 gevormd door Combinatie 90 en Partij van de Arbeid/Groen Links. Aan de gemeenteraadsverkiezingen van maart 2014 deed Ubbergen niet mee; in november van dat jaar waren er verkiezingen in Groesbeek, Ubbergen en Millingen aan de Rijn in verband met de fusie van deze gemeenten op 1 januari 2015.

## Cultuur
De dichter/schrijver Cees van der Pluijm woonde van 1997 tot en met 2004 op De Geest in Beek-Ubbergen en publiceerde vijftig gedichten over zijn woonplaats.

### Monumenten
In de gemeente waren er een aantal rijksmonumenten en oorlogsmonumenten, zie:
- Rijksbeschermd gezicht Ubbergen
- Lijst van rijksmonumenten in Ubbergen
- Lijst van oorlogsmonumenten in Ubbergen

## Sport en recreatie
De populaire Natuurwandelroute N70 loopt door Ubbergen.

## Geboren in Ubbergen
- Frans Carel Gefken (1850-1909), politicus
- Bernard Toon Gits (1891-1918), schilder
- Hein Aalders (1923-2020), burgemeester van diverse gemeenten
- Vera van Hasselt (1924-2014), beeldend kunstenares
- Don Burgers (1932-2006), burgemeester van diverse gemeenten
- Amber (1970), muzikante
- Yelmer Buurman (1987), autocoureur

## Stedenbanden
Ubbergen heeft een stedenband met:
- Körmend (Hongarije), sinds 1999
- Kranenburg (Duitsland)

## Afbeeldingen

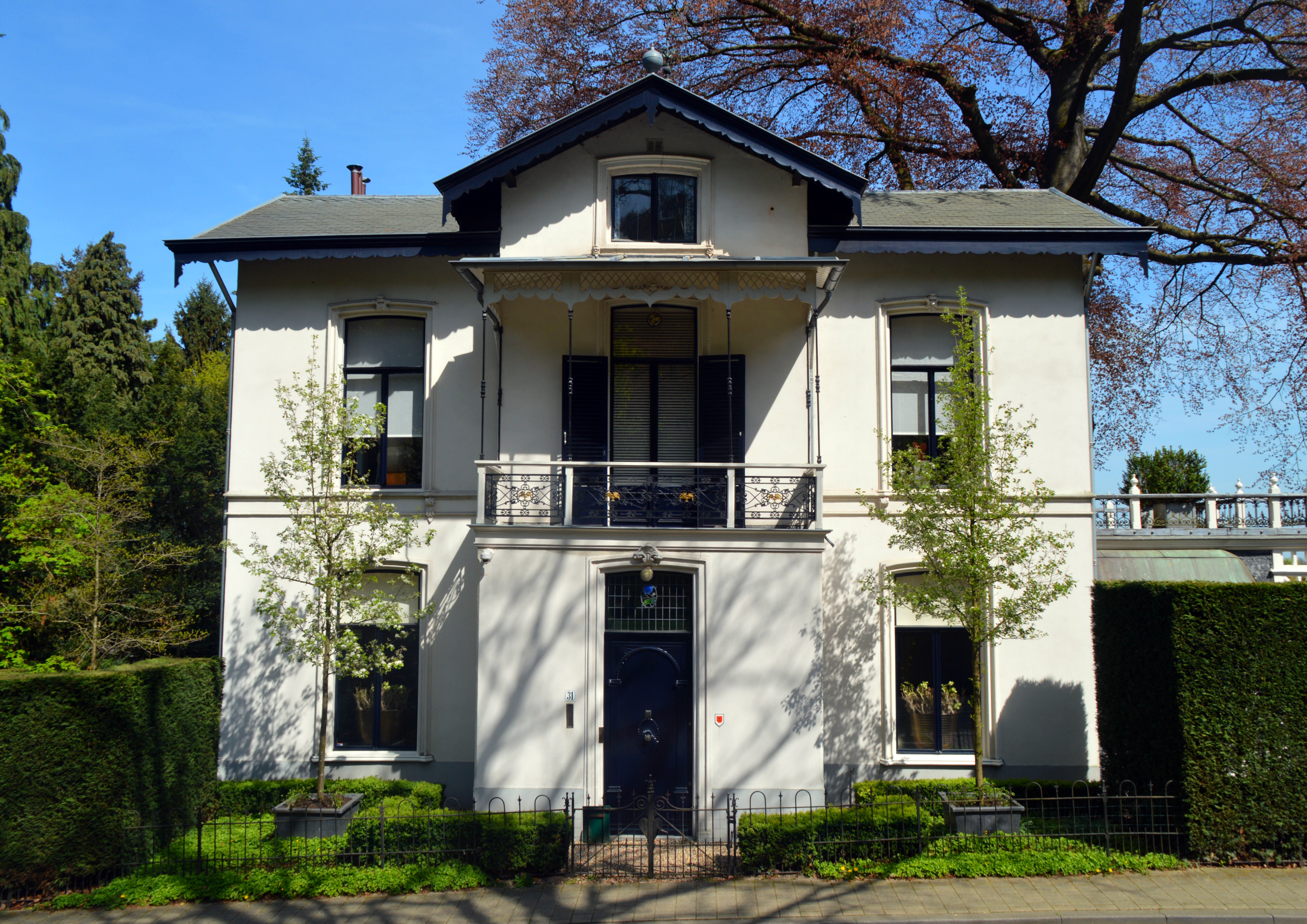
Avalon (1870)
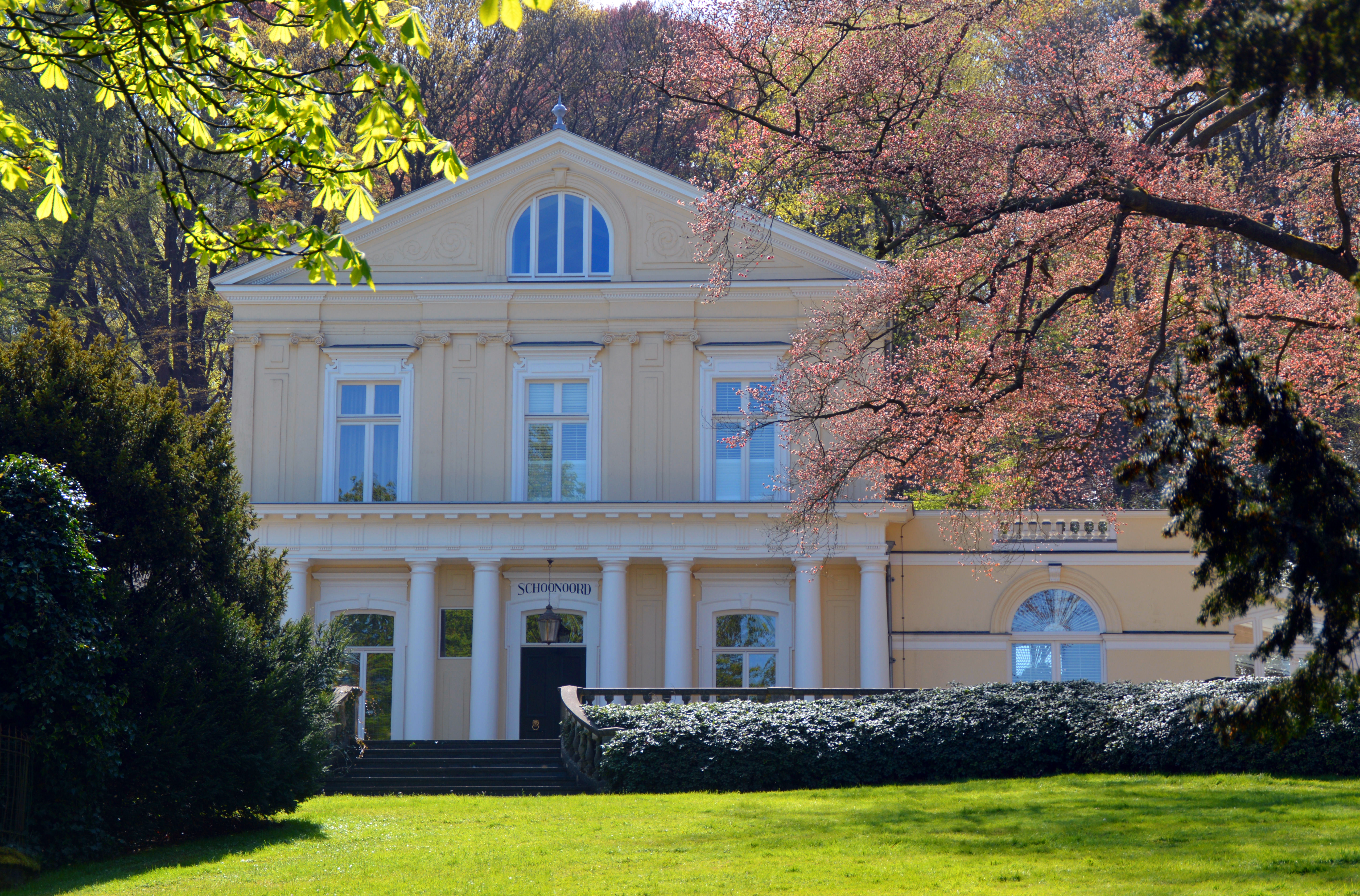
Huis "Schoonoord" (1850)
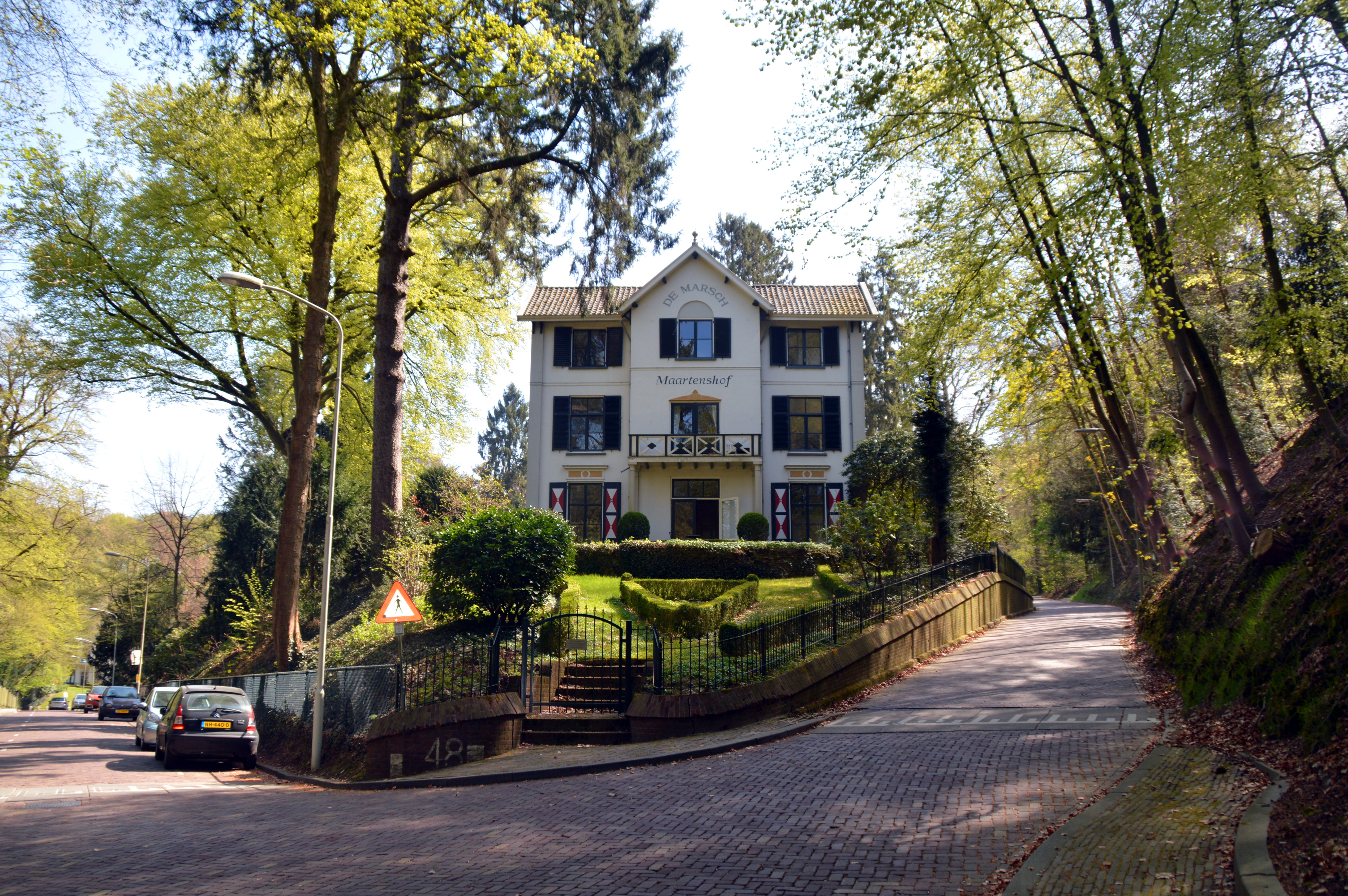
Villa Maartenshof (1875)
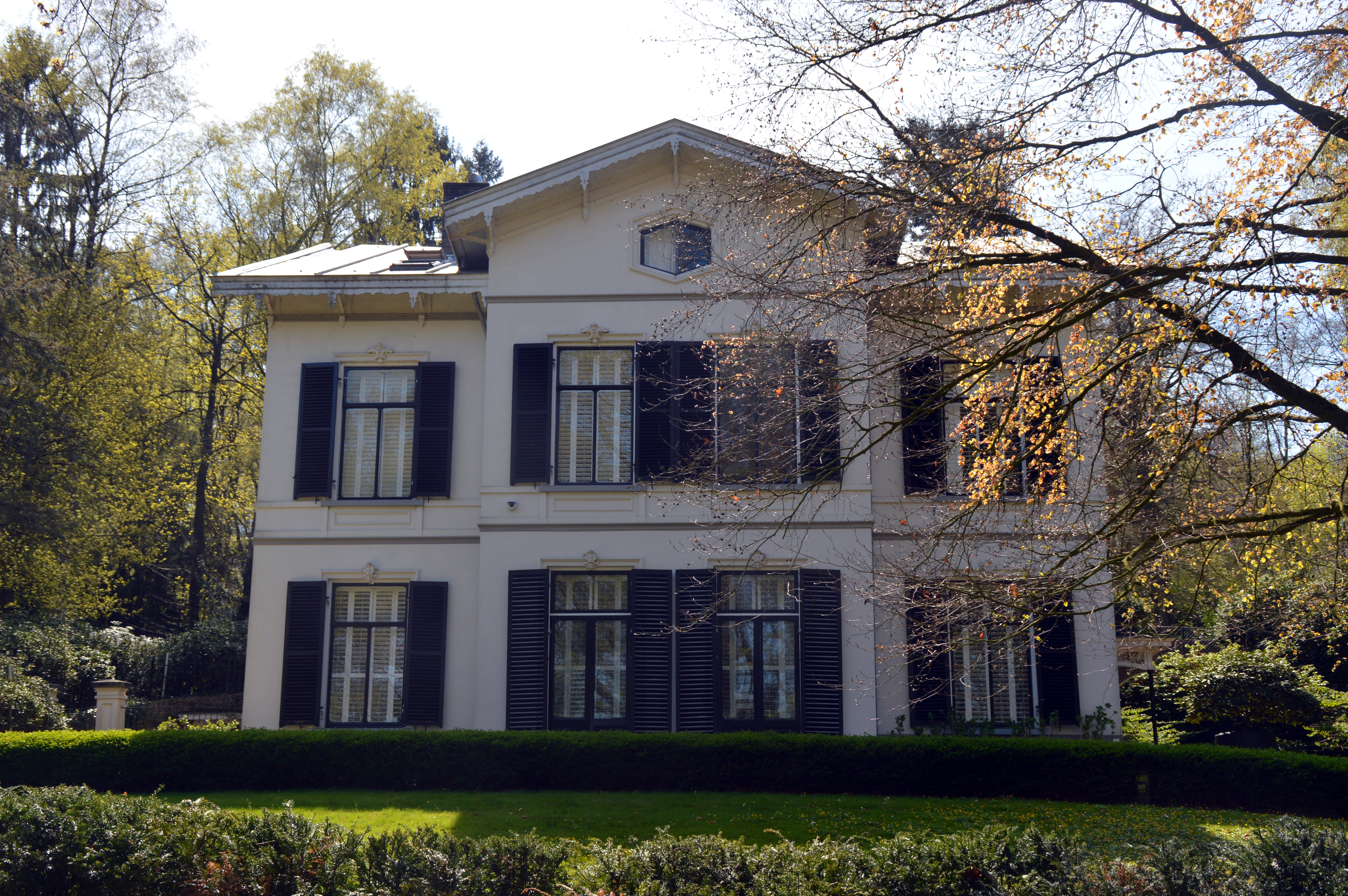
Beukenheim (1867)
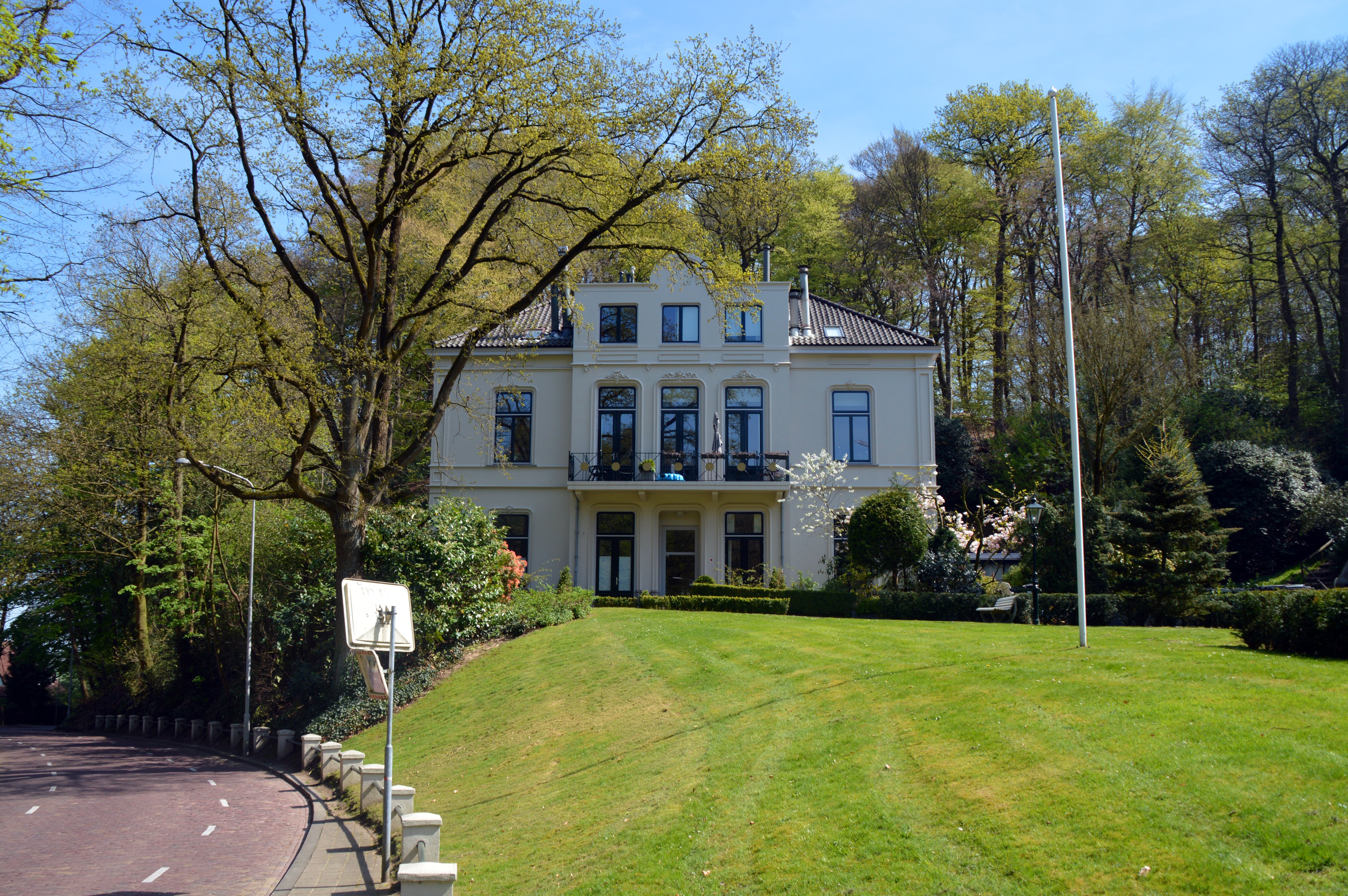
Heuvellust (1875)
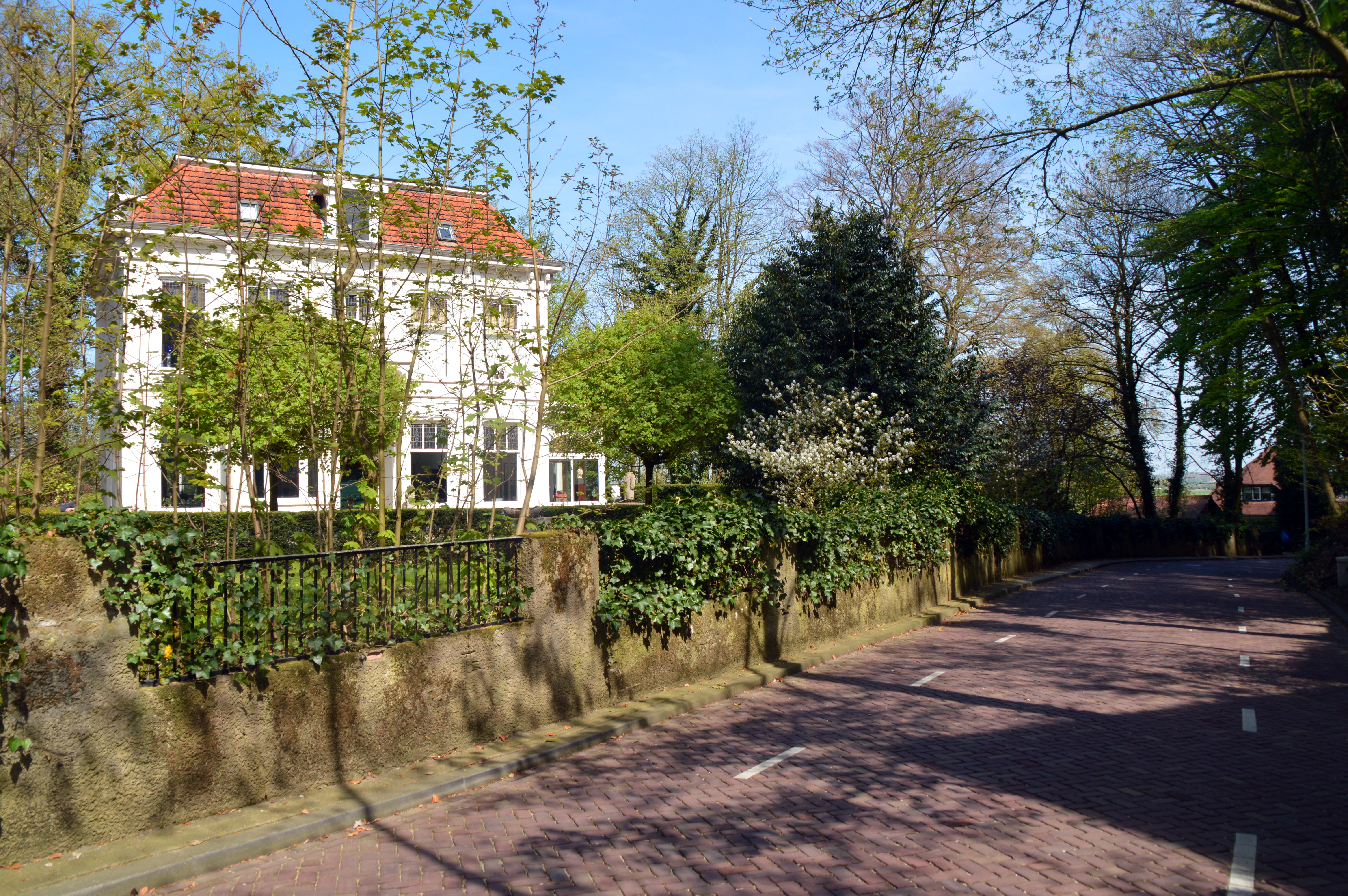
Rozenhof (1875)
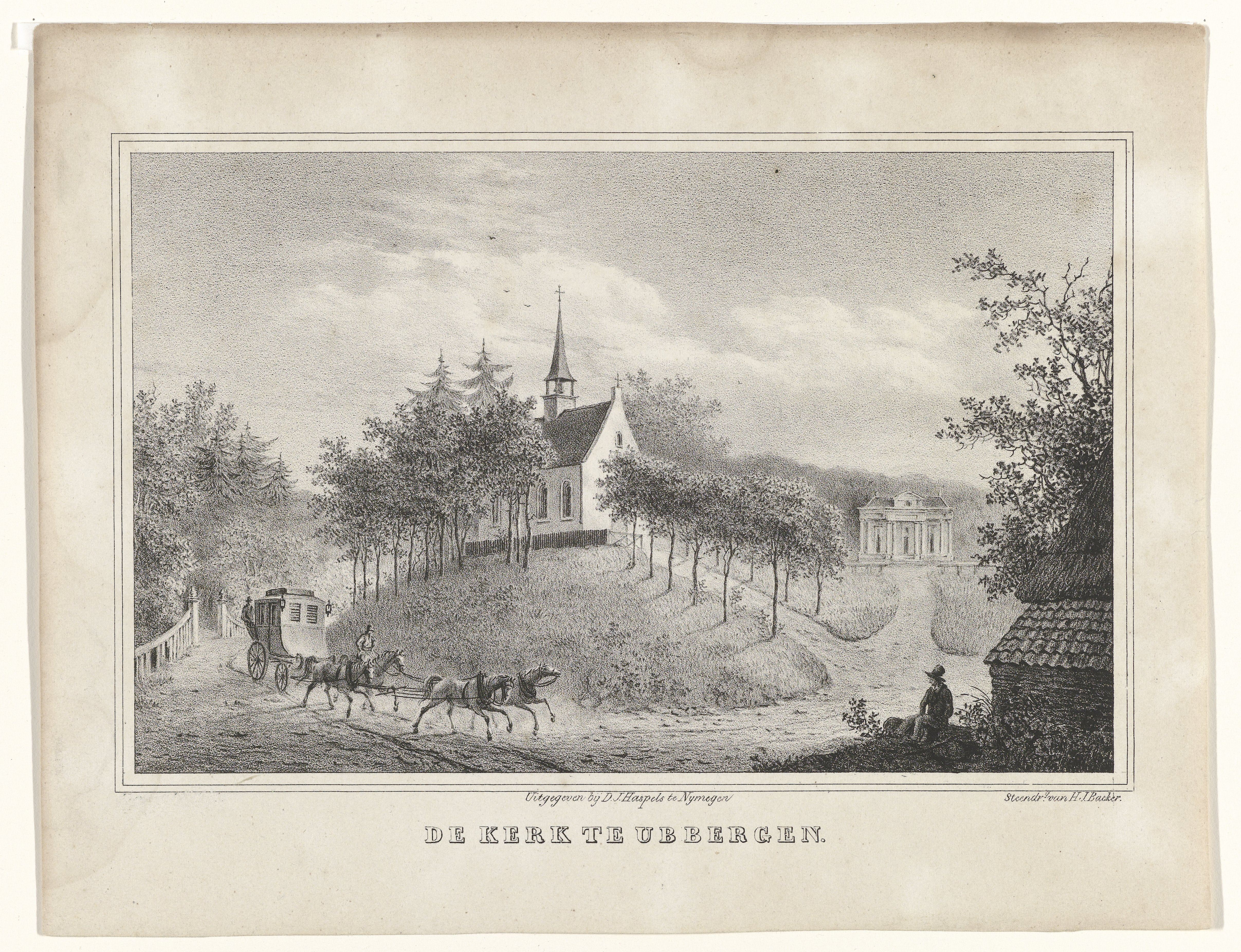
De kerk te Ubbergen (prent uit 1836)
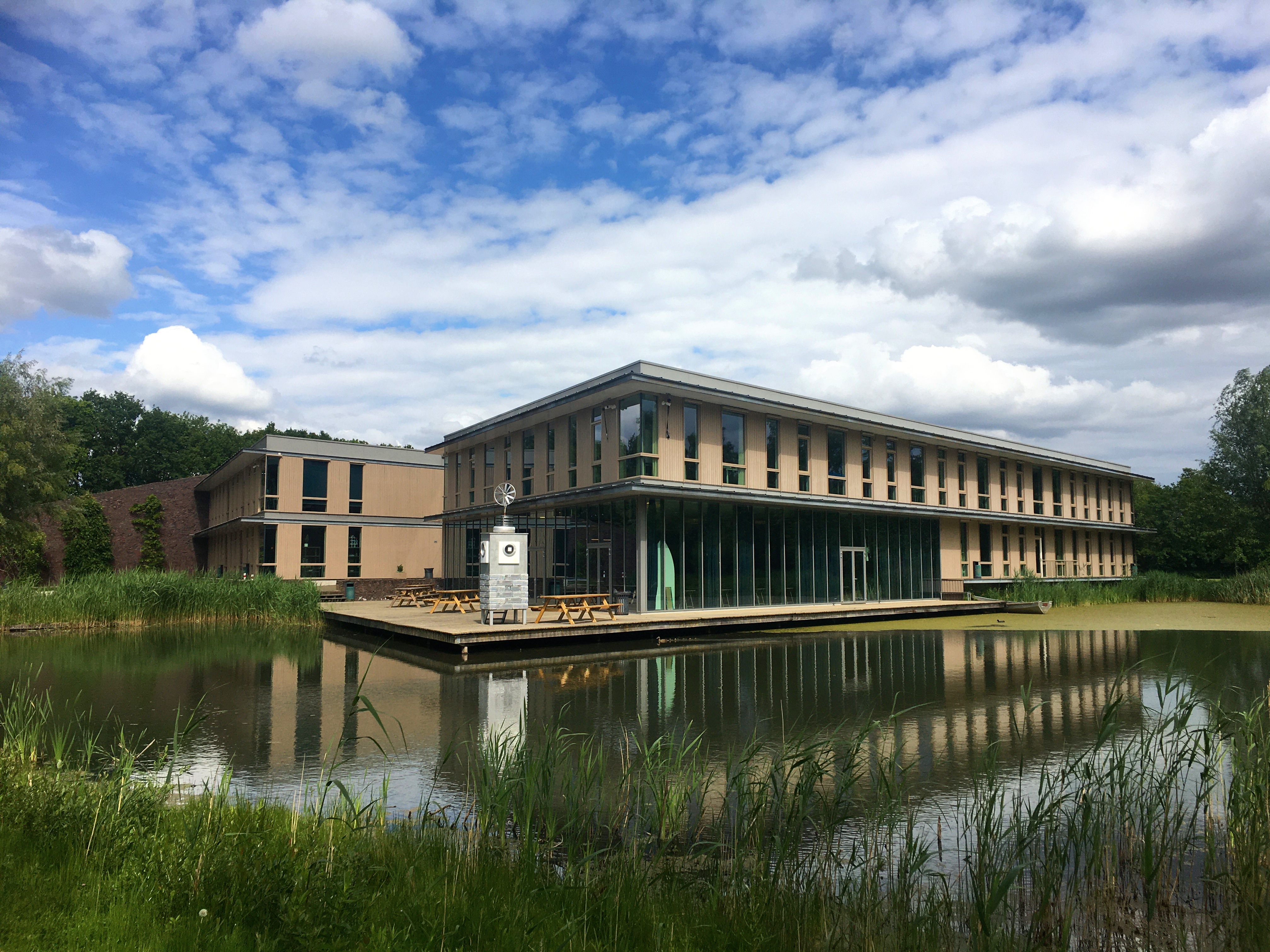
Havoschool Notre Dame des Anges
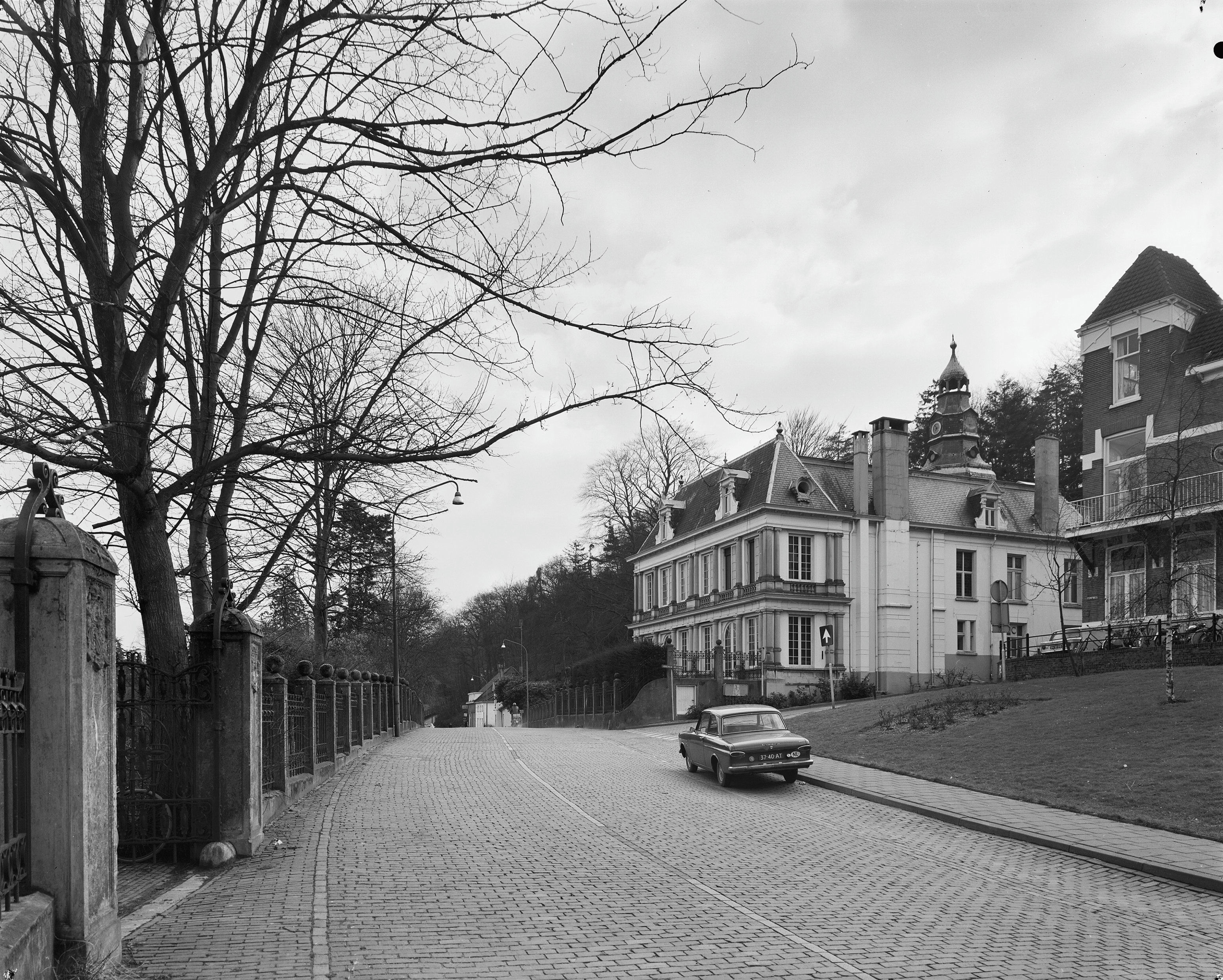
Rijksstraatweg (foto uit 1975)
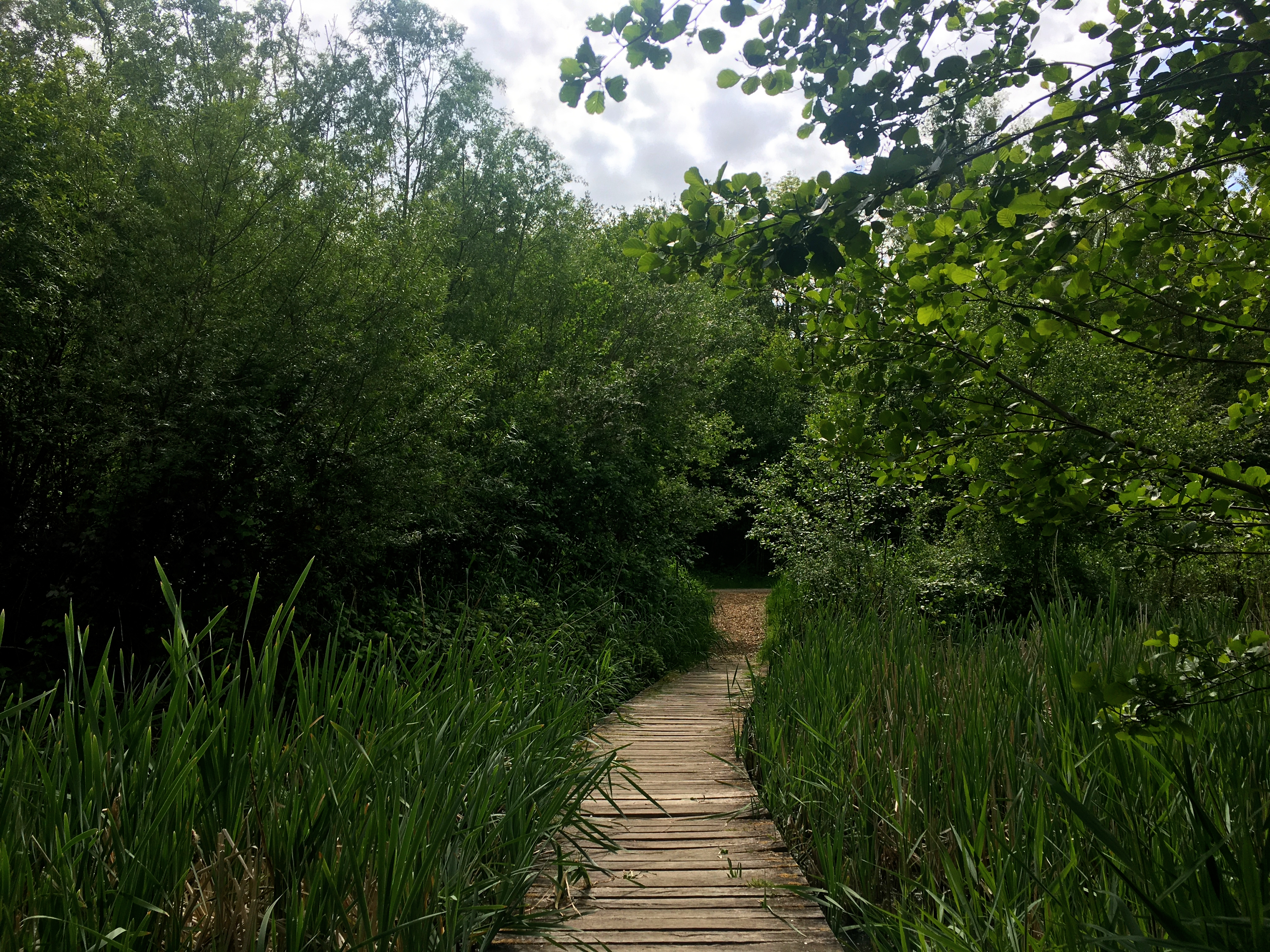
Bronnenbos

Dorpen: Beek · Berg en Dal · Breedeweg · Erlecom · Groesbeek · Heilig Landstichting · De Horst · Kekerdom · Leuth · Millingen aan de Rijn · Ooij · Persingen · Ubbergen

Buurtschappen: Bisselt (deels) · De Bruuk · Colonjes · Dennenkamp · Dekkerswald · Dukenburg · Grafwegen · Groenlanden · Haukes · Holdeurn · De Kamp · Kerstendal · Lagewald · Meerwijk · De Muchter · Nieuwerf · De Plak · De Ploeg · Stekkenberg · Thorense Molen · Tiengeboden · Valkenlaagte · Het Vilje · De Vlietberg · Wercheren · Zeeland